# فرودگاه آریبیندا
فرودگاه آریبیندا (به انگلیسی: Aribinda Airport) یک فرودگاه با کد یاتا XAR است . این فرودگاه در کشور بورکینافاسو قرار دارد .